# Pilipectus
Pilipectus is een geslacht van vlinders van de familie spinneruilen (Erebidae), uit de onderfamilie Calpinae.

## Soorten
- P. cyclopis Hampson, 1912
- P. chinensis Draeseke, 1931
- P. ocellatus Bethune-Baker, 1910
- P. prunifera Hampson, 1894
- P. taiwanus Wileman, 1915